# Vernéřovice
Vernéřovice (deutsch Deutsch Wernersdorf) ist eine Gemeinde in Tschechien. Sie liegt zehn Kilometer nordwestlich von Broumov an der Grenze zu Polen und gehört dem Okres Náchod an.

## Geographie
Das Waldhufendorf erstreckt sich über vier Kilometer von West nach Ost entlang des Baches Vernéřovický potok im Braunauer Bergland, am nördlichen Fuße des Falkengebirges in einem rechten Seitental des Flusses Steine. Nördlich erhebt sich der Lipowa (Lindenberg, 513 m), südwestlich der Mračný vrch (586 m) und im Nordwesten die Buková hora (Buchenberg, 638 m). Östlich des Ortes führt die Eisenbahnstrecke von Náchod nach Meziměstí vorbei.
Nachbarorte sind Starostín im Norden, Meziměstí im Nordosten, Jetřichov im Osten, Březová im Süden, Bohdašín und Nový Dvůr im Südwesten, Horní Teplice im Westen sowie Zdoňov (Merkelsdorf) und Golińsk (Göhlenau) im Nordwesten.

## Geschichte
Das Dorf wurde im Zuge der Urbarmachung des Braunauer Landes nach emphyteutischem Recht in der zweiten Hälfte des 13. Jahrhunderts durch Siedler aus Thüringen angelegt. Der nach seinem Lokator benannte Ort war verschiedenen Vladiken untertänig. Die erste urkundliche Erwähnung von Wernhirsdorf erfolgte im Jahre 1350 in einer Aufzählung der zum Burgbezirk der Freudenburg gehörenden Ortschaften. Seit 1355 ist Ješek Hořvic als Besitzer nachweisbar, 1375 folgte Günther (Vintíř) von Lazan und zwei Jahre später besaß Günzel (Kunclín) von Lazan, der Vater des Heinrich von Lazan, das Dorf. Seit 1412 ist eine Pfarrkirche überliefert. 1434 erwarb das Kloster Braunau die Dörfer Wernhirsdorf, Wiesen und Halbstadt von den Brüdern John. Ab 1484 wurde der Ort als Deutsch Wernersdorf bezeichnet. Seine Bewohner lebten von der Landwirtschaft.
Im 15. Jahrhundert erlosch die Pfarrei und die Kirche wurde zur Filiale von Ruppersdorf. Der Braunauer Abt Mathias ließ 1540 durch Georg Dressel und Georg Arnold eine neue, wiederum hölzerne Kirche erbauen. 1556 verpfändete der Abt die Ortschaften Wernersdorf, Vižňov (Wiesen) und Halbstadt dem aus dem Oberlausitzer Uradelsgeschlecht Debschitz entstammenden Joachim von Mauschwitz, der 1558 als Bewohner des Königreichs Böhmens mit dem Prädikat „von Armenruh“ (Jachým Maušvic z Armenruh) geadelt wurde. Wegen Streitigkeiten mit dem Kloster gab er 1567 diese Besitzungen auf und erwarb die Herrschaft Rokitnitz im Adlergebirge.
Im Jahre 1589 wurde Deutsch Wernersdorf wieder zum Pfarrort, zu dessen Sprengel im Jahre 1603 das Dorf Bodisch (Bohdašín) hinzukam. Nach dem Dreißigjährigen Krieg erfolgte eine Erweiterung des Pfarrbezirkes um Ruppersdorf, Wiesen und Dittersbach. 1683 ließ Abt Thomas Sartorius die Kirche erweitern. Dessen Nachfolger Othmar Zinke beauftragte Christoph Dientzenhofer mit dem Neubau der Kirche.
1833 hatte Deutsch Wernersdorf 1045 Einwohner und bestand aus 168 Häusern. Nach der Aufhebung der Patrimonialherrschaften bildete Deutsch Wernersdorf ab 1850 eine Gemeinde im Gerichtsbezirk Braunau bzw. im späteren Bezirk Braunau. Seit der zweiten Hälfte des 19. Jahrhunderts arbeitete ein Teil der Bewohner in den Textilfabriken Walzel, Heinzel und Schroll in Dittersbach bzw. Halbstadt. Am westlichen Ortsrand wurde eine Sandgrube betrieben. 1910 lebten 1392 Menschen im Ort, 1930 waren es 1083. Nach dem Münchner Abkommen 1938 wurde Deutsch Wernersdorf, das überwiegend deutsch besiedelt war, dem Deutschen Reich zugeschlagen und gehörte bis 1945 zum Landkreis Braunau. In den Jahren 1945 und 1946 erfolgte die Vertreibung der deutschen Bewohner. Während der Phase der wilden Vertreibung über die Grenze nach Niederschlesien ereignete sich am 30. Juni 1945 auf dem Buchenberg ein Massaker, bei dem 23 Frauen, Kinder und Greise von einem tschechischen Kommando erschossen wurden, nachdem sie von den polnischen Behörden wieder zurückgeschickt worden waren.
1961 wurde Vernéřovice nach Březová eingemeindet und im Zuge der Auflösung des Okres Broumov dem Okres Náchod zugeordnet. Am 1. Juli 1985 erfolgte die Eingemeindung nach Meziměstí. Seit dem 1. September 1990 besteht die Gemeinde Vernéřovice wieder. Im Jahre 2002 entstand auf der Buková hora auf Initiative der Bürgermeisterin von Teplice nad Metují, Věra Vítová sowie Petr Kulíšek und Jan Piňos ein Kreuz der Versöhnung (Kříž smíření).

## Gemeindegliederung
Für die Gemeinde Vernéřovice sind keine Ortsteile ausgewiesen.

## Sehenswürdigkeiten

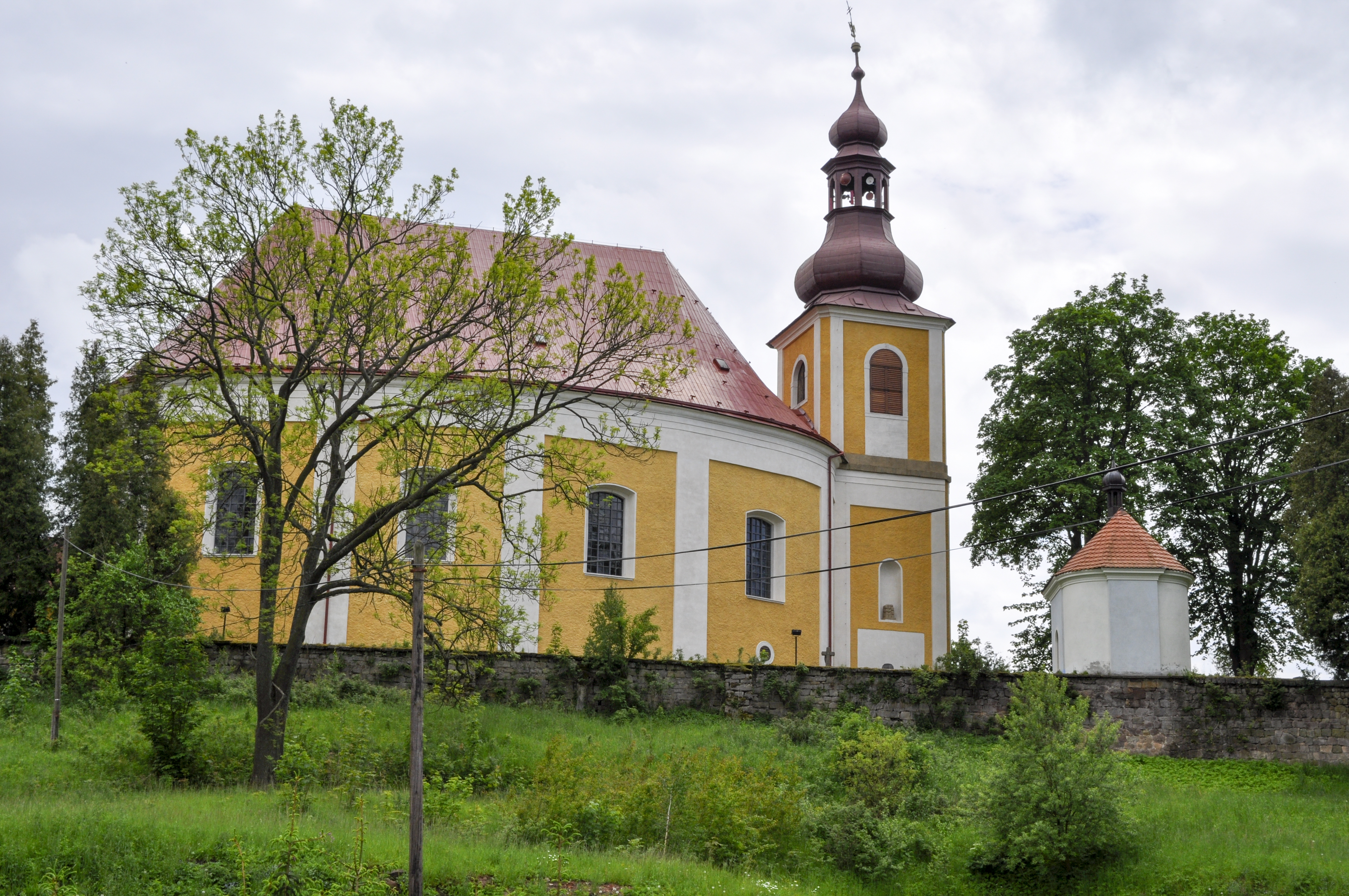
Kirche des Erzengels Michael

- Die Kirche des Erzengels Michael wurde an der Stelle eines Vorgängerbaus aus dem Jahre 1540 in den Jahren 1719–1720 nach Plänen von Christoph Dientzenhofer unter der Bauleitung seines Sohnes Kilian Ignaz Dientzenhofer errichtet und 1723 eingeweiht.
- Vernéřovická studanka (Mariabrünnl) mit Kreuzweg und der neugotischen früheren Wallfahrtskirche Maria Hilf aus dem Ende des 19. Jahrhunderts am Kamm Nad studánkou (Braunsche Lehne) westlich des Dorfes.
- Buková hora (Buchenberg) mit Dreiherrenstein und 2002 Versöhnungskreuz an der Staatsgrenze nordwestlich des Ortes.

## Söhne und Töchter des Ortes
- Augustin Reimann (1899–1970), deutscher Redemptoristenpater
- Augustin Schmied (* 1932), deutscher Ordenspriester und römisch-katholischer Theologe

## Wernersdorf in der Literatur
Wernersdorf ist ein Schauplatz von Otfried Preußlers erstem Jugendbuch Erntelager Geyer (1944).